# Skodje
Skodje é uma comuna da Noruega, com 120 km² de área e 3558 habitantes (censo de 2004).         